# Graeme Lloyd

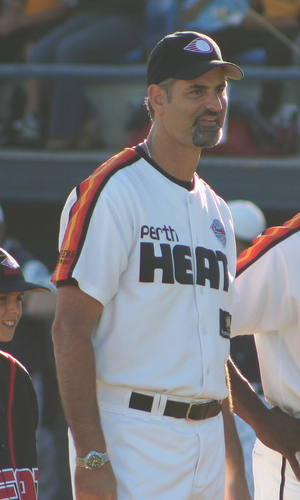

Graeme John Lloyd é um ex-jogador profissional de beisebol australiano.

## Carreira
Graeme Lloyd foi campeão da World Series 1998 jogando pelo New York Yankees. Na série de partidas decisiva, sua equipe venceu o San Diego Padres por 4 jogos a 0.